# Andrea Cassarà

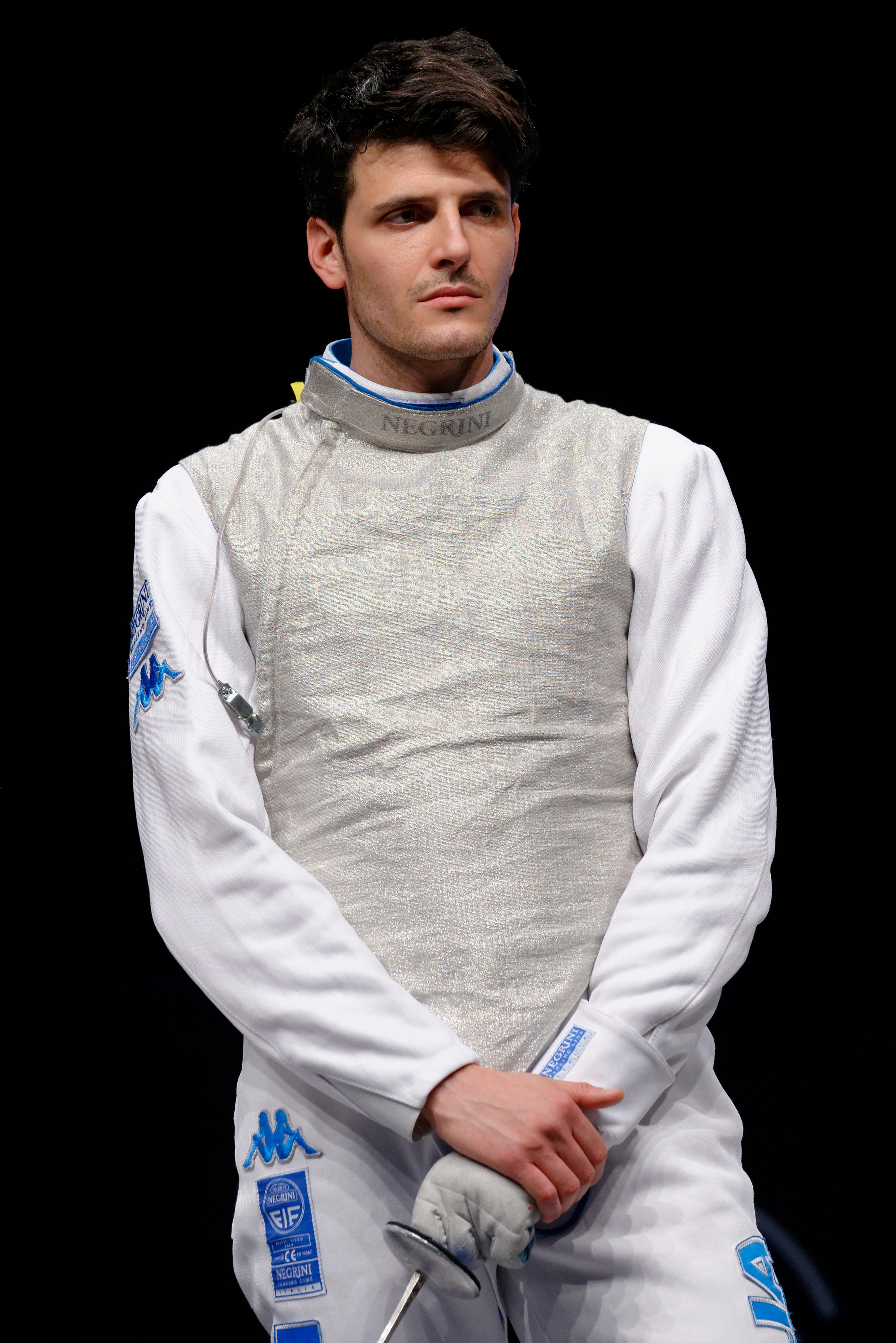
Beim Master Florett 2014

Andrea Cassarà (* 3. Januar 1984 in Passirano) ist ein italienischer Florettfechter. Cassarà wurde bei den Olympischen Sommerspielen 2004 in Athen Olympiasieger mit dem italienischen Florettteam. In der Einzelkonkurrenz gewann er die Bronzemedaille. Bei der Weltmeisterschaft 2011 in Catania errang Cassarà den Weltmeistertitel in der Einzelkonkurrenz. Bei den Olympischen Sommerspielen 2012 in London konnte er den Olympiasieg im Mannschaftswettbewerb wiederholen, der 2008 nicht im olympischen Programm war. Cassarà ist Sportsoldat der Carabinieri.

## Erfolge
- Olympische Spiele
  - Athen 2004: Bronze im Einzel, Gold im Mannschaftswettbewerb
  - Peking 2008: 6. Platz im Einzel
  - London 2012: Gold im Mannschaftswettbewerb

- Weltmeisterschaften
  - Havanna 2003: Bronze im Einzel, Gold im Mannschaftswettbewerb
  - Leipzig 2005: Silber im Mannschaftswettbewerb
  - Turin 2006: Bronze im Mannschaftswettbewerb
  - Peking 2008: Gold im Mannschaftswettbewerb
  - Antalya 2009: Gold im Mannschaftswettbewerb
  - Paris 2010: Silber im Mannschaftswettbewerb
  - Catania 2011: Gold im Einzel
  - Budapest 2013: Gold im Mannschaftswettbewerb
  - Kasan 2014: Bronze im Mannschaftswettbewerb

- Europameisterschaften
  - Moskau 2002: Gold im Einzel, Gold im Mannschaftswettbewerb
  - Zalaegerszeg 2005: Gold im Einzel, Gold im Mannschaftswettbewerb
  - Kiew 2008: Gold im Einzel, Gold im Mannschaftswettbewerb
  - Plowdiw 2009: Gold im Mannschaftswettbewerb
  - Leipzig 2010: Gold im Mannschaftswettbewerb
  - Sheffield 2011: Silber im Einzel, Gold im Mannschaftswettbewerb
  - Legnano 2012: Gold im Mannschaftswettbewerb
  - Straßburg 2014: Silber im Mannschaftswettbewerb

- Junioren-Weltmeisterschaften
  - 2002: Bronze im Einzel
  - 2003: Silber im Einzel, Gold im Mannschaftswettbewerb
  - 2004: Silber im Mannschaftswettbewerb